# Hôtel de Viviès
Pour les articles homonymes, voir Viviès (homonymie).
L'hôtel de Viviès est un hôtel particulier situé à Castres, dans le Tarn, en France, classé monument historique par arrêté du 16 juin 1937.

## Origine
L'hôtel a été construit au XVIe siècle par monsieur de Rozel, avocat à la chambre de l'édit. Il reprend le style Renaissance dit à la toulousaine. Appuyé contre l'ancien mur d'enceinte de la ville, il passa ensuite aux mains de la famille de Saint-Rome, puis de la famille de Viviès. À partir de 1986, il a servi de Centre d'Art Contemporain, et cela jusqu'à récemment.

## Description
L'hôtel est bâti sur les plans des hôtels particuliers de l'époque, trois ailes autour d'une cour d'honneur. Le quatrième côté donne sur la rue et est clos d'un haut mur ouvert par un grand portail. L'aile gauche comporte une tour carrée abritant une cage d'escalier à la française, à deux volées parallèles et pilastres. Cette tour-belvédère est ouverte sur chaque côté par un œil-de-bœuf surmonté d'une corniche avec fronton. Les ailes sont éclairées par des fenêtres à croisillons encadrées de pilastres. Aux étages, les portes sont encadrées d'une moulure de pierre à motifs géométriques.
Le majestueux portail de la cour est surmonté du blason sculpté de la famille de Rozel. De plein cintre, à bossages, il est flanqué de pilastres à consoles et couronné par une corniche. 
L'état général du bâtiment est très dégradé en 2012 et un élu local a alerté le maire, les députés et la direction régionale des affaires culturelles. Il souhaite qu'une pression conjointe de ces acteurs puisse venir en aide au propriétaire pour entamer des travaux.

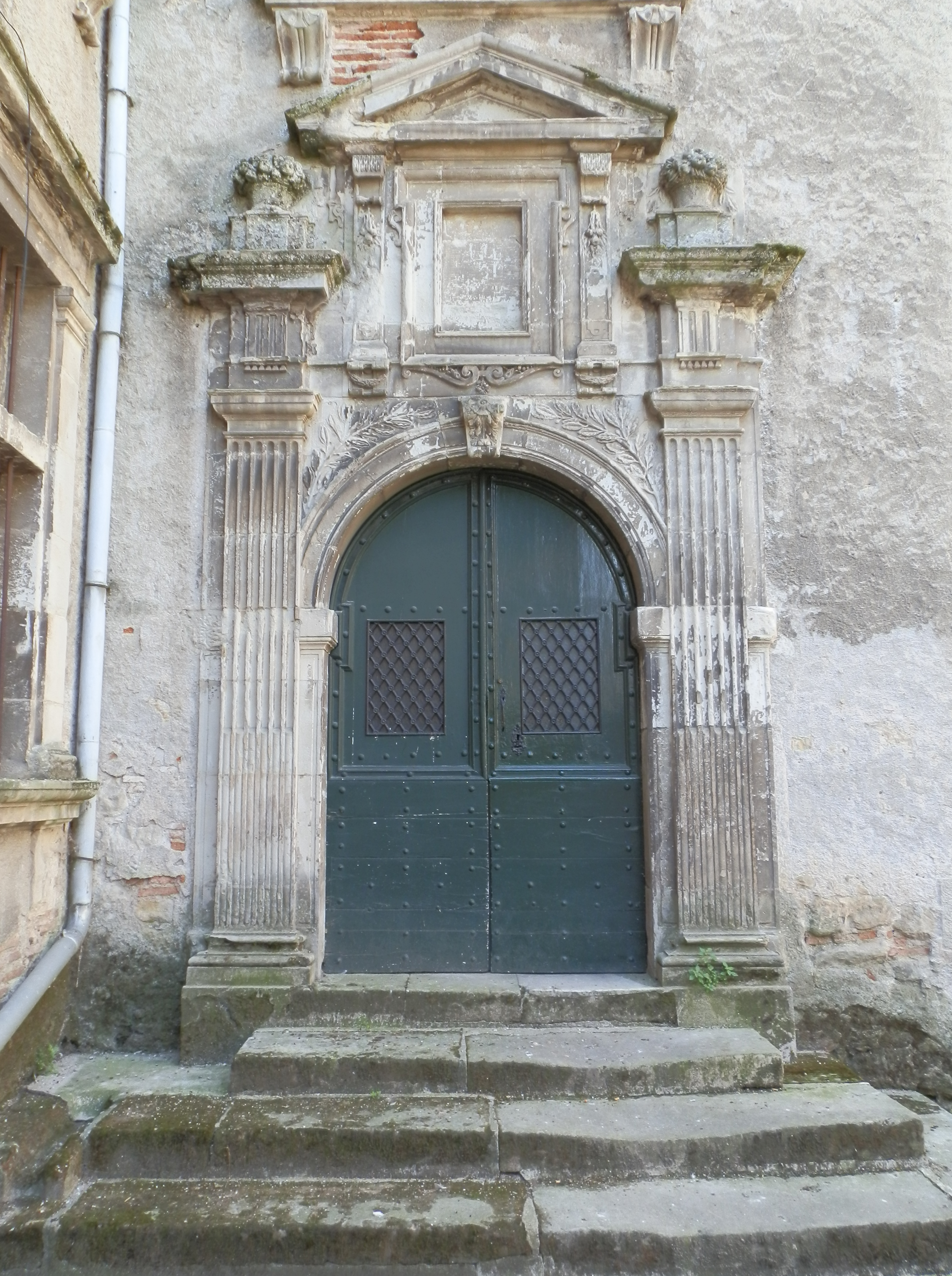
Porte d'entrée.
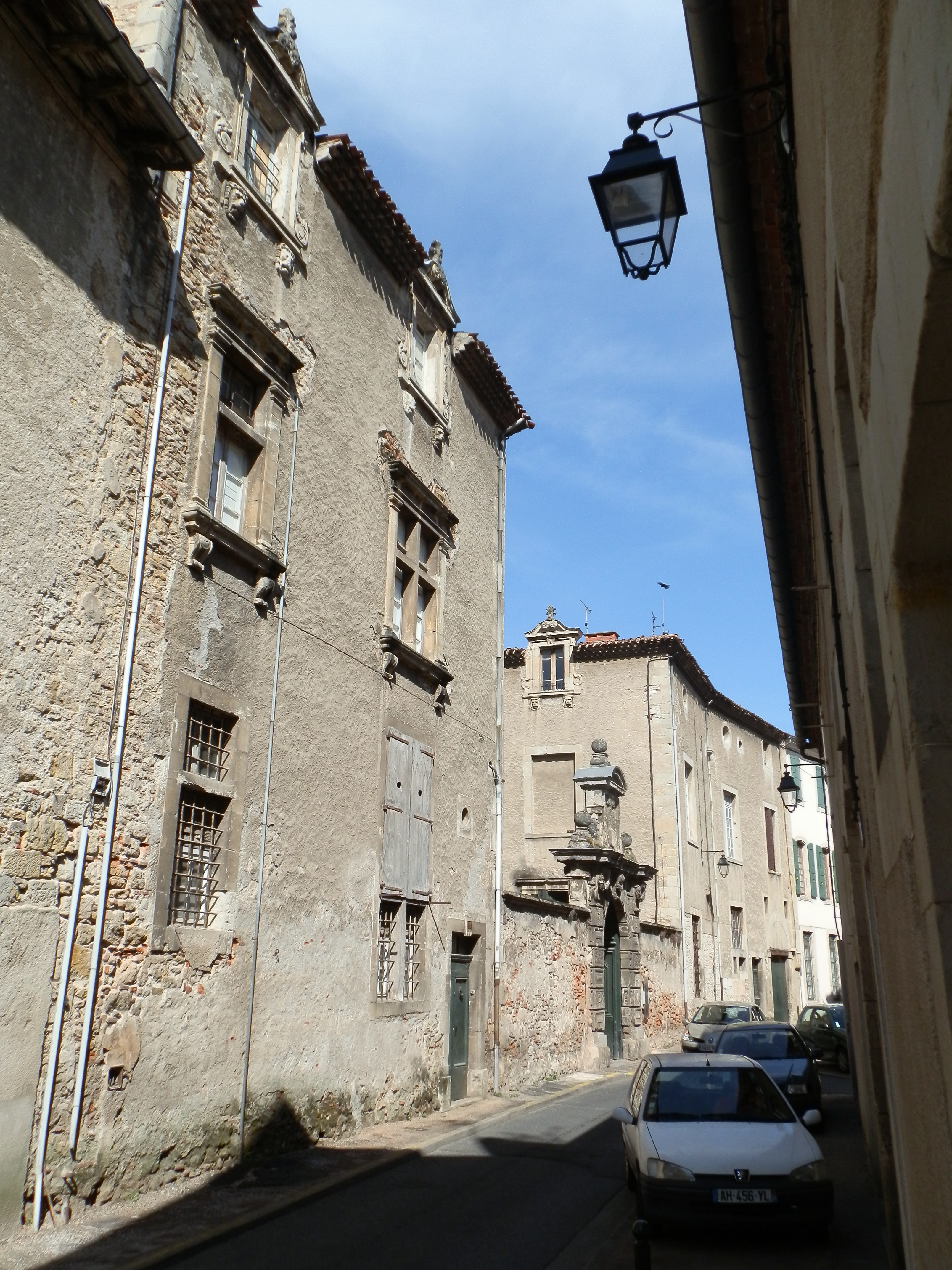
Hôtel vu de la rue.
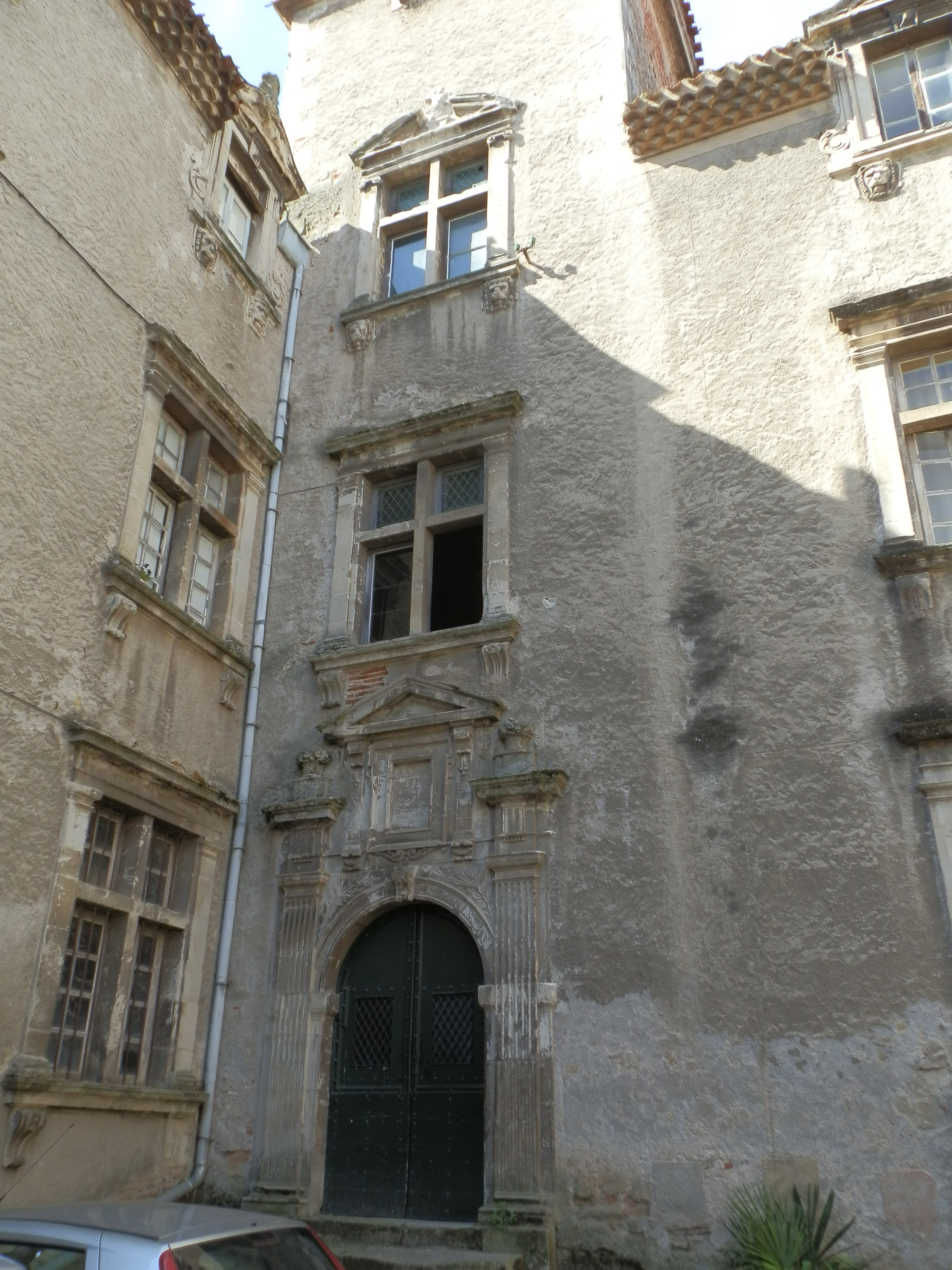
Angle de la cour abritant la cage d'escalier.
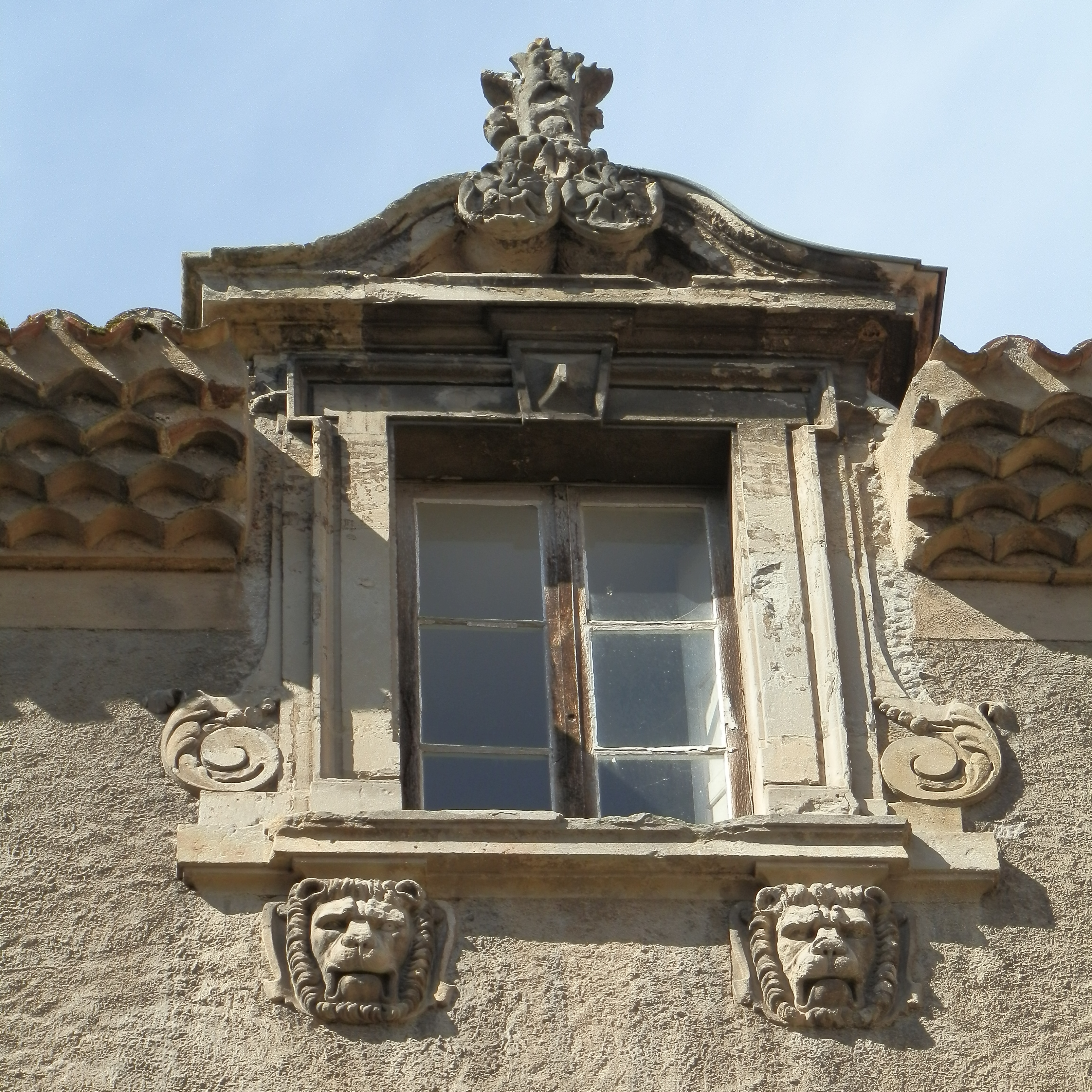
Fenêtre sous le toit.
Carte postale de l'hôtel de Viviès
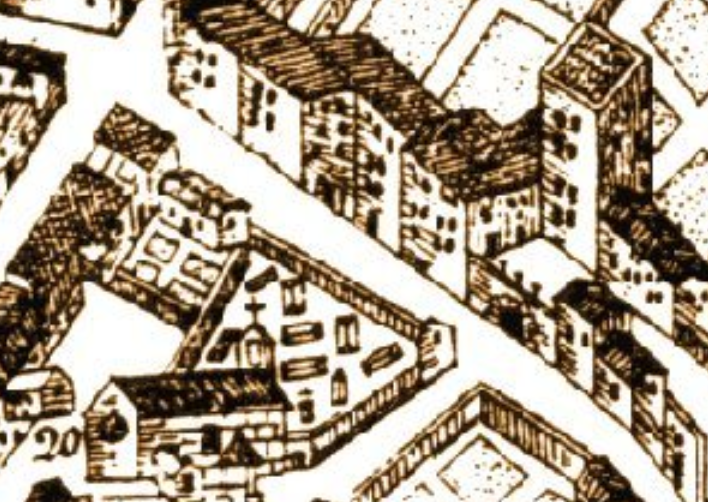
Hôtel de Viviès en 1674, face à l'église de la Platé (n°20)